# 528 (číslo)
Pět set dvacet osm je přirozené číslo. Následuje po čísle pět set dvacet sedm a předchází číslu pět set dvacet devět. Římskými číslicemi se zapisuje DXXVIII a řeckými číslicemi φκη.

## Matematika
528 je:
- Abundantní číslo
- Složené číslo
- Nešťastné číslo

## Astronomie
- (528) Rezia je planetka hlavního pásu, kterou objevil v roce 1904 Max Wolf

## Roky
- 528
- 528 př. n. l.